# Sarracenia
- Commons
- Wikispecies

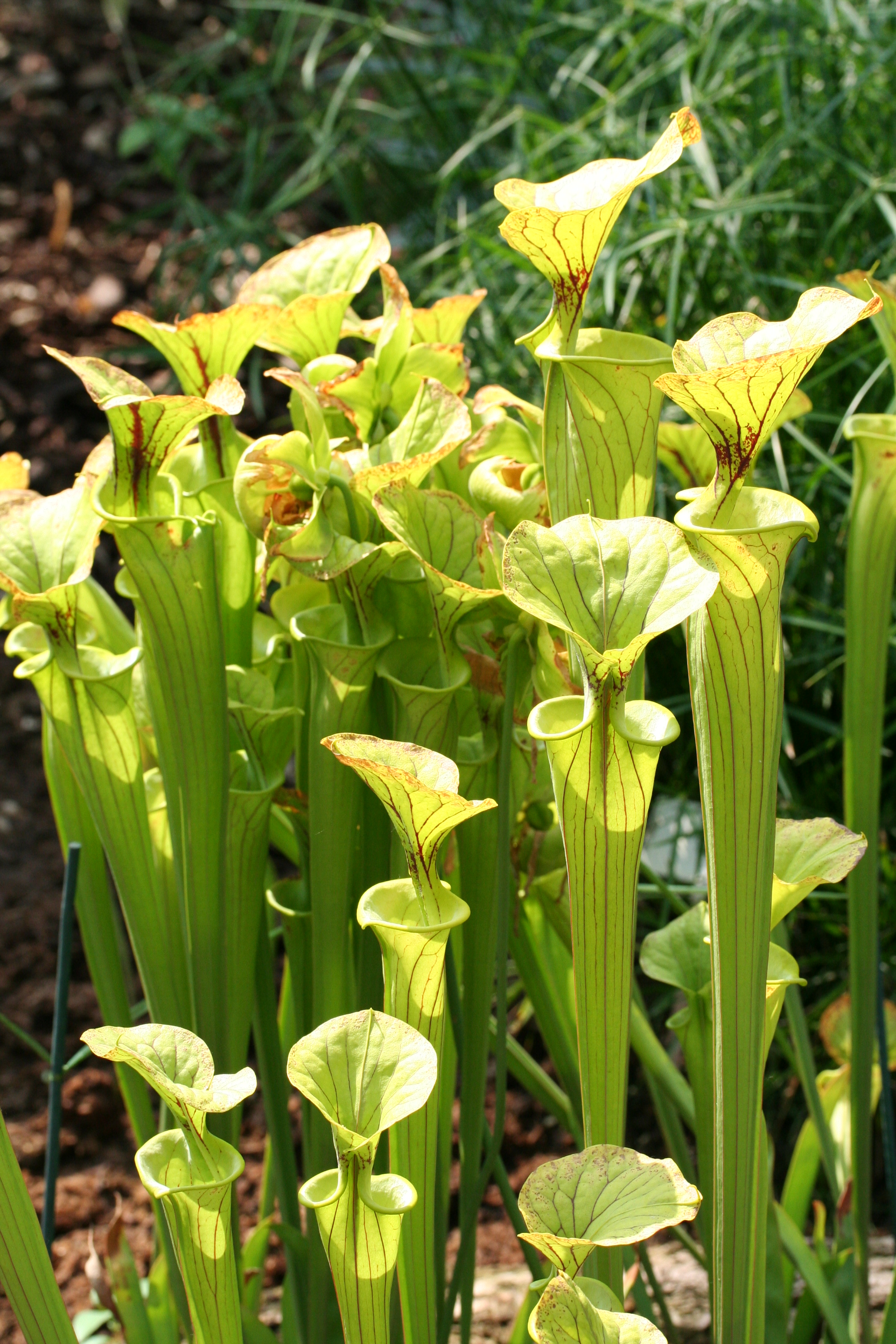
Sarracenia Flava

Sarracenia L. é um género botânico pertencente à família Sarraceniaceae, e do Reino Plantae
As plantas deste Gênero, são carnívoras e/ou insetívoras, pois na grande parte das vezes alimentam-se de insetos. A mesma é natural da parte norte dos EUA e Canadá.

## Espécies
- Sarracenia alabamensis
  - Sarracenia alabamensis subsp. alabamensis
  - Sarracenia alabamensis subsp. wherryi
- Sarracenia alata
- Sarracenia flava
  - Sarracenia flava var. atropurpurea
  - Sarracenia flava var. cuprea
  - Sarracenia flava var. maxima
  - Sarracenia flava var. ornata
  - Sarracenia flava var. rubricorpora
  - Sarracenia flava var. rugelii
- Sarracenia jonesii
- Sarracenia leucophylla
- Sarracenia minor
  - Sarracenia minor var. minor
  - Sarracenia minor var. okefenokeensis
- Sarracenia oreophila
- Sarracenia psittacina
- Sarracenia purpurea
  - Sarracenia purpurea subsp. purpurea
    - Sarracenia purpurea subsp. purpurea f. heterophylla

  - Sarracenia purpurea subsp. venosa
    - Sarracenia purpurea subsp. venosa var. montana
- Sarracenia rosea
  - Sarracenia rosea
    - Sarracenia rosea f. luteola
- Sarracenia rubra
  - Sarracenia rubra subsp. rubra
  - Sarracenia rubra subsp. gulfensis

A espécie Sarracenia rubra será, provavelmente, um complexo de várias espécies e subespécies (incluindo S. rubra (senso stricto), S. rubra subsp. gulfensis, S. jonesii,, Sarracenia alabamensis subsp. alabamensis e Sarracenia alabamensis subsp. wherryi).

### Híbridos comuns
Todas as espécies descritas anteriormente são populares entre os cultivadores e amantes de plantas carnívoras, daí a existência de um grande número de híbridos e variedades cultivares. Muitos destes híbridos ocorrem naturalmente em especial nas áreas onde a distribuição de determinada espécie se sobrepõe à de outra. A lista seguinte inclui contém os híbridos baptizados, sendo que alguns destes nomes são relíquias do tempo em que estes híbridos, quando encontrados na natureza, eram considerados espécies no verdadeiro sentido.
Este género é especial no reino vegetal, uma vez que os seus híbridos são totalmente férteis e podem ser cruzados com as espécies-mãe e até com outros híbridos.
- Sarracenia ×catesbaei = S. flava × S. purpurea
- Sarracenia ×moorei = S. flava × S. leucophylla
- Sarracenia ×popei = S. flava × S. rubra
- Sarracenia ×harperi = S. flava × S. minor
- Sarracenia ×alava = S. flava × S. alata
- Sarracenia ×mitchelliana = S. purpurea × S. leucophylla
- Sarracenia ×exornata = S. purpurea × S. alata
- Sarracenia ×chelsonii = S. purpurea × S. rubra
- Sarracenia ×swaniana = S. purpurea × S. minor
- Sarracenia ×courtii = S. purpurea × S. psittacina
- Sarracenia ×pureophila = S. purpurea × S. oreophila
- Sarracenia ×readii = S. leucophylla × S. rubra
- Sarracenia ×farnhamii = S. leucophylla × S. rubra
- Sarracenia ×excellens = S. leucophylla × S. minor
- Sarracenia ×cantabridgensis = S. leucophylla × S. minor
- Sarracenia ×areolata = S. leucophylla × S. alata
- Sarracenia ×wrigleyana = S. leucophylla × S. psittacina
- Sarracenia ×ahlesii = S. alata × S. rubra
- Sarracenia ×rehderi = S. rubra × S. minor
- Sarracenia ×gilpini = S. rubra × S. psittacina
- Sarracenia ×formosa = S. minor × S. psittacina
- Sarracenia ×mineophila = S. minor × S. oreophila
- Sarracenia ×psittata = S. psittacina × S. alata

## Classificação do gênero
| Sistema | Classificação                      | Referência               |
| ------- | ---------------------------------- | ------------------------ |
| Linné   | Classe Polyandria, ordem Monogynia | Species plantarum (1753) |